# Sergio García (judista)
Sergio García Malfavón (* 14. srpna 1987) je bývalý mexický zápasník – judista.

## Sportovní kariéra
S judem začínal v 11 letech v Morelii pod vedením Luise Montese. Vrcholově se připravoval v Ciudad de México ve sportovním tréninkovém centru CONADE. V mexické mužské reprezentaci se pohyboval od roku 2006 v polotěžké váze do 100 kg. V roce 2008 prohrál nominaci na olympijské hry v Pekingu s reprezentačním kolegou Arturo Martínezem. V roce 2012 se na olympijské hry v Londýně nekvalifikoval. Od roku 2015 ho v olympijské kvalifikaci na olympijské hry v Riu limitovalo bolavé pravé rameno, kvůli kterému ukončil v roce 2018 sportovní kariéru.

## Výsledky
| Turnaj                  | 2006           | 2007           | 2008           | 2009           | 2010           | 2011           | 2012           | 2013           | 2014           | 2015           |
| Turnaj                  | 19             | 21             | 20             | 22             | 23             | 24             | 25             | 26             | 27             | 28             |
| Turnaj                  | polotěžká váha | polotěžká váha | polotěžká váha | polotěžká váha | polotěžká váha | polotěžká váha | polotěžká váha | polotěžká váha | polotěžká váha | polotěžká váha |
| ----------------------- | -------------- | -------------- | -------------- | -------------- | -------------- | -------------- | -------------- | -------------- | -------------- | -------------- |
| Olympijské hry          |                |                | —              |                |                |                | —              |                |                |                |
| Mistrovství světa       |                | —              |                | úč.            | —              | —              |                | úč.            | úč.            | úč.            |
| Panamerické hry         |                | úč.            |                |                |                | 3.             |                |                |                | —              |
| Panamerické mistrovství | —              | úč.            | —              | 5.             | 5.             | 5.             | —              | 5.             | 5.             | 5.             |
| Středoamerické a k. hry | —              |                |                |                | 2.             |                |                |                | 2.             |                |
| MS juniorů              | úč.            |                |                |                |                |                |                |                |                |                |